# Snap! Attack: The Best of Snap!
Snap! Attack: The Best of Snap! è un album raccolta del gruppo musicale tedesco Snap!, pubblicata il 26 agosto 1996.

## Tracce
1. The Power (7" Version) – 3:46
2. Ooops Up (7" Edit) – 3:57
3. Cult of Snap (World Power Radio Mix) – 3:59
4. Mary Had a Little Boy (Radio Edit) – 3:41
5. Colour of Love (Massive 7") – 3:59
6. Rhythm Is a Dancer (7" Edit) – 3:41
7. Exterminate! (Endzeit 7") – 4:13
8. Do You See the Light (Looking For) (7") – 4:09
9. Welcome to Tomorrow (Are You Ready?) – 4:12
10. The First the Last Eternity (7" Edit) – 3:54
11. The World in My Hands (7" Mix) – 3:55
12. Rame (Original Version) – 3:54
13. Mega Mix (7" Edit) – 4:39

## Classifiche
| Classifica (1996) | Posizione massima |
| ----------------- | ----------------- |
| Austria           | 43                |
| Belgio (Fiandre)  | 18                |
| Belgio (Vallonia) | 40                |
| Germania          | 14                |
| Paesi Bassi       | 6                 |
| Regno Unito       | 47                |
| Svezia            | 55                |
| Svizzera          | 37                |